# Neopolyptychus belgica
Neopolyptychus belgica är en fjärilsart som beskrevs av Clark 1926. Neopolyptychus belgica ingår i släktet Neopolyptychus och familjen svärmare. Inga underarter finns listade i Catalogue of Life.